# 2003 FA130
2003 FA130, também escrito como 2003 FA130, é um objeto transnetuniano que está localizado no Cinturão de Kuiper, uma região do Sistema Solar. Este corpo celeste é classificado como um cubewano. Ele possui uma magnitude absoluta de 7,6 e tem um diâmetro estimado com 133 km.

## Descoberta
2003 FA130 foi descoberto no dia 24 de março de 2003.

## Órbita
A órbita de 2003 FA130 tem uma excentricidade de 0,036 e possui um semieixo maior de 42,814 UA. O seu periélio leva o mesmo a uma distância de 41,291 UA em relação ao Sol e seu afélio a 44,337 UA.